# Temple gallo-romain d'Izernore
Vous lisez un « bon article » labellisé en 2024.
Le temple gallo-romain d'Izernore est un ensemble de vestiges religieux datant de l'époque gallo-romaine, situé dans la commune d'Izernore dans le département français de l'Ain en région Auvergne-Rhône-Alpes.
Il se compose de deux édifices monumentaux qui se succèdent entre le milieu du Ier et la fin du IIe siècle apr. J.-C. au même emplacement, le second réutilisant certaines structures du premier. Les études et fouilles, partielles ou anciennes, ne permettent pas de reconstituer avec certitude l'aspect des deux monuments dont l'élévation n'est pas suffisamment conservée. Les deux monuments font partie d'un ensemble cultuel plus vaste qui est rattaché à Isarnodurum, une agglomération secondaire dont les contours ne sont pas encore connus mais qui est identifiée à l'actuelle commune d'Izernore. Cette agglomération, ainsi que l'ensemble cultuel, paraissent abandonnés à la fin de l'Antiquité.
Les vestiges encore en élévation, constitués de trois colonnes d'angle et de blocs épars sur le site — la base des murs est une reconstruction du début du XXe siècle, appartiennent au second monument. L'ensemble cultuel se signale aussi par la richesse de son décor peint, dont plusieurs fragments sont conservés, mais la ou les divinités auxquelles il était dédié demeurent inconnues.
Le temple d'Izernore, qui fait l'objet d’un classement au titre des monuments historiques par la liste de 1840, est le seul vestige antique visible dans tout le département de l'Ain.

## Localisation

### Contexte géographique
Le temple se situe à environ 500 m au nord-nord-est du chef-lieu communal d'Izernore, à l'altitude de 462 m. La commune occupe le fond du synclinal de l'Oignin-Izernore, qui s'étire du nord au sud. Ce synclinal est parcouru à l'ouest par la vallée de l'Oignin et à l'est par le bief d'Anconnans. Le temple est construit sur l'extrême rebord de la crête surplombant le bief.

### Contexte historique et archéologique

Plan schématique du site.

L'incertitude règne en ce qui concerne la civitas à laquelle est rattachée la ville antique d'Isarnodurum (Izernore dans la géographie contemporaine) : Séquanes et Ambarres sont les deux possibilités, mais aucune ne semble s'imposer clairement, la limite entre les deux territoires étant mal définie dans le secteur d'Izernore,.
Il est difficile de localiser le temple dans la géographie antique de la ville gallo-romaine d'Isarnodurum car les études n'ont jusqu'à présent — en raison de leur ancienneté ou de leur caractère parcellaire — pas permis de déterminer l'emprise antique de la ville qui est devenue Izernore.
L'emplacement antique du monument dépend de l'étendue de la cité gallo-romaine (Isarnodurum). Par rapport à la ville médiévale à contemporaine (Izernore), si la cité se situait au nord-ouest de celle-ci, alors le monument se situait dans sa partie orientale (à l'est de la cité). En revanche, si l'occupation antique s'étendait vers le sud, englobant partiellement ou totalement la ville actuelle, alors il se trouvait au nord-est de la cité. De plus, une voie antique, orientée nord-sud, semble passer à l'ouest du temple.
Le temple d'Izernore apparaît comme l'une des composantes d'un important site cultuel, comprenant plusieurs fanums ainsi que des puits et des fosses-dépotoirs à fonction potentiellement rituelle à l'ouest, des thermes (fouillés au milieu du XIXe siècle puis immédiatement recouverts) au nord et peut-être un théâtre dont l'existence est, en l'état actuel des données, une hypothèse basée sur la parure monumentale observée couramment dans d'autres cités mais pas encore vérifiée à Izernore. Les dernières fouilles effectuées dans le secteur des puits tendent toutefois à conférer à ces derniers un usage strictement domestique, ce qui remet en cause leur fonction cultuelle et donc leur lien avec le temple.

## Historique

### Chronologie du temple
Le site du temple est certainement occupé avant sa construction, comme en témoignent les monnaies gauloises retrouvées, mais ni la nature ni l'importance de cette occupation ne peuvent être déterminées avec certitude dans l'état actuel des connaissances.
La construction du premier temple, dont la datation reste incertaine puisqu'assez mal caractérisée par les enduits peints, se situerait sous la dynastie flavienne, c'est-à-dire la seconde moitié du Ier siècle apr. J.-C.. Les fragments architecturaux retrouvés dans les environs ne peuvent également pas servir à dater sa construction, car rien ne permet de les attribuer avec certitude à ce temple.
De la même manière, l'époque de l'édification du second temple n'est pas connue, et aucun indice archéologique ne permet de la fixer, mais elle est obligatoirement postérieure à la phase précédente ; elle commence potentiellement à la fin du Ier siècle pour s'étaler pendant tout le IIe siècle,. Ces propositions de datation reposent également, pour partie, sur l'examen des monnaies retrouvées sur le site. Cette méthode de datation a toutefois ses limites : les monnaies impériales continuent à circuler bien après le règne du personnage qu'elles commémorent ; de plus, rien n'indique que le temple était encore utilisé comme monument culturel au moment de leur dépôt.
La présence d'une couche de cendres montre qu'un incendie sépare les deux phases de construction.
Le temple, comme l'ensemble de l'agglomération antique, semble être abandonné à la fin de l'Antiquité ou au tout début du Moyen Âge. La rareté des vestiges s'explique par une récupération systématique des matériaux, utilisés comme remplois dans des constructions plus récentes — une colonne du temple constitue la base d'une croix de mission —, tout comme ceux d'autres monuments antiques de la ville. À ce titre, il est surprenant que les trois piliers qui subsistent n'aient pas eux aussi fait l'objet d'une récupération.
Le site d'Izernore est brièvement, au XIXe siècle et au début du XXe siècle, envisagé comme une hypothétique localisation pour la bataille d'Alésia, sur la base d'une interprétation des récits de Jules César. Cette proposition intervient dans un contexte où, après la défaite française dans la guerre de 1870 et la perte d'une partie du territoire national, Alésia et la figure de Vercingétorix sont perçues comme des symboles forts de l'histoire de France.

### Découverte, études et fouilles
Dès le début du VIe siècle, un passage de la Vie des Pères du Jura mentionne la présence de ce monument, alors ruiné. Ce n'est que bien plus tard que les vestiges visibles du temple sont décrits par plusieurs érudits locaux, Samuel Guichenon (Histoire de Bresse et de Bugey, 1650), François Henry Egenod (correspondance, 1706) et Eugène de Veyle (Explication des antiquités romaines de Bresse, Bugey, Valromey et Gex, manuscrit, 1720). Il s'agit, comme au XXIe siècle, de trois colonnes de marbre, et de la base d'une quatrième,.
Les premières fouilles sur le site d'Izernore, réalisées par Thomas Riboud, datent de 1783. Les résultats de ces fouilles, repris et synthétisés par Jules Baux en 1866, consistent en une description des vestiges et des décors mis au jour.
Le site est classé comme monument historique en 1840. En 1863, à la demande du préfet de l'Ain, les fouilles reprennent et sont financées à hauteur de 3 000 francs par l'État et le conseil général. Elles donnent lieu, en 1866, à la publication d'un rapport de fouilles détaillé.
La clôture de protection du site est aménagée en 1910. Dans le même temps, les vestiges sont abondamment restaurés (reconstruction de la base de la cella et des murs du péristyle) au point d'en compliquer la lecture. La publication moderne de l'édifice est par la suite effectuée sous la direction de Raymond Chevallier, avec l'aide du Groupe archéologique du Touring club de France, dans un article intitulé « Cinq années de recherches archéologiques à Izernore » (1968).
Un projet de mise en valeur du temple voit le jour au début des années 2010. C'est l'occasion de réaliser, en 2013-2014, quelques investigations ponctuelles sur le site, qui se prolongent par une étude approfondie des éléments architecturaux épars sur l'emprise du monument mais aussi retrouvés dans la ville ainsi que par le réexamen de toute la documentation disponible.

## Description
Dès les premières fouilles, il apparaît que deux monuments se sont succédé  au même emplacement, leur plus grande dimension étant orientée du nord-ouest au sud-est.
Certains des blocs épars sur le site, voire leur totalité, pourraient se rattacher au mur d'un péribole encore à découvrir et non aux temples au sens strict.

### Architecture

#### Premier temple
La fonction religieuse du premier monument, bien que très probable, ne peut pas être formellement attestée. Mesurant au minimum 15 × 17,50 m, il paraît avoir la forme d'un édifice de plain-pied, entouré d'une colonnade périphérique, peut-être d'ordre corinthien. Seules les fondations, larges d'environ 0,95 m et quelques assises de l'élévation en petit appareil demeurent en place, ce qui, conjugué au bouleversement du terrain consécutif à la construction du second temple, ne permet pas d'en proposer une restitution. Les descriptions anciennes, peu précises, font état de murs, de cloisonnements ou de caveaux sans qu'il soit possible de dire ce que recouvrent ces termes.
Le temple dispose sur son côté sud d'une entrée dont le seuil a été déplacé. Cette particularité, peu courante sans être exceptionnelle, n'est pas encore expliquée par l'organisation générale du monument qui reste par ailleurs inconnue ; il peut également s'agir d'un accès au péribole si le mur n'est pas celui du sanctuaire lui-même.
Les éléments retrouvés en place, ceux remployés dans le second monument et ceux identifiés à proximité comme pouvant appartenir à ce temple, suggèrent une construction en calcaire tendre.

#### Second temple

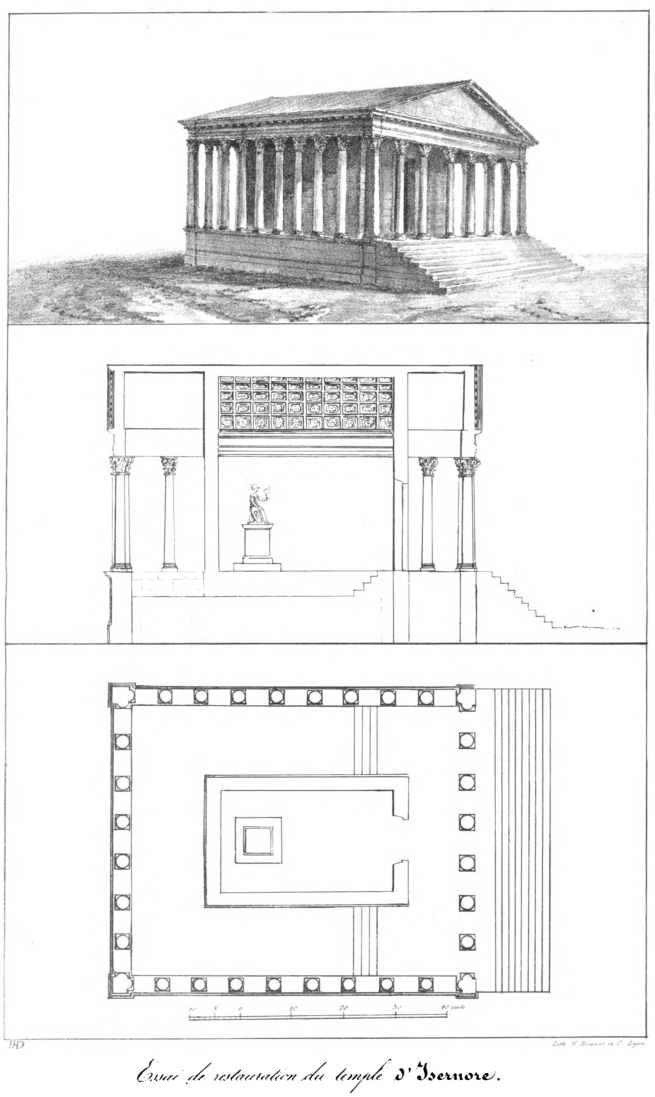
Reconstitution du second temple selon Balthazar-Augustin Hubert de Saint-Didier.

La construction du second temple, sur l'emplacement du premier bâtiment et en réutilisant les structures, milite en faveur de la fonction religieuse de celui-ci. Le second temple peut perpétuer la fonction rituelle ou abriter une relique présente dans le premier édifice, à moins que celui-ci, dans son intégralité, ne soit considéré comme une relique.
Le deuxième édifice, dont les vestiges sont encore visibles, est construit sur les fondations du premier et il semble en chemiser les murs. En effet, les murs du premier temple sont doublés extérieurement par ceux du second et ne semblent être démontés qu'une fois la construction achevée. Ce procédé permet peut-être de maintenir la fonction cultuelle du monument pendant toute cette phase.
Les dimensions sont plus grandes et son plan différent : il s'agit d'un temple périptère sur podium, comportant un large escalier frontal dans sa partie orientale, disposition assez commune sur les temples de grande taille. Ses dimensions totales, sans compter l'escalier d'accès dont la taille ne peut être précisément évaluée car seule l'amorce de ses murs latéraux est conservée, sont d'environ 19,20 × 22,60 m.
Sa cella, qui mesure 7,80 × 12,80 m, n'occupe pas une position centrée dans le temple : elle est plus proche de la colonnade de façade (3,25 m) que des trois autres côtés (4,80 m) ; cette disposition est peut-être due à l'intégration des maçonneries du premier temple. Cette configuration n'est toutefois pas exceptionnelle, même en l'absence des contraintes observées à Izernore. En outre, ses murs ont été restaurés sur une largeur de 0,50 m, mais leur largeur initiale était certainement supérieure. Le sol de la cella était probablement réalisé en opus tessellatum, mais, d'une manière générale, cette partie du temple est peu documentée.

Hypothèses de restitution du second temple.

Le massif de maçonnerie supportant le mur de la colonnade périphérique mesure 1,80 m de large, laissant présager une élévation en grand appareil particulièrement robuste. Les trois piliers sur plan carré qui subsistent sont les vestiges de cette colonnade dont ils marquent les angles, et sont réalisés en calcaire d'une grande dureté ; les faces internes de ces piliers sont pourvues de demi-colonnes engagées. Les blocs qui les composent sont assemblés par des tenons et des mortaises fixés par des boulons en cuivre. Entre les quatre piliers angulaires, la façade et l'arrière du temple se composent de six colonnes, les grands côtés en comptant sept. Les chapiteaux surmontant ces colonnes et piliers sont sans doute corinthiens d'après les rares vestiges retrouvés, et sculptés dans une roche plus tendre que le tronc des colonnes, dont le calcaire se travaille difficilement.
Les vestiges, se limitant aux fondations, à trois des piliers d'angle hauts de 8 m et à des blocs du soubassement ou épars sur le site, ne permettent pas de proposer une restitution unique du temple dans son élévation : il peut s'agir d'un temple dont la cella est plus haute que la toiture de la galerie, comme dans la plupart des fanums et dont une reconstitution existe sur l'ancien archéodrome de Beaune, ou d'un édifice dont l'architecture générale se rapproche davantage d'un temple romain classique, ainsi que l'avait imaginé Saint-Didier, avec une toiture à deux pans et un fronton monumental, comme la Maison carrée de Nîmes.

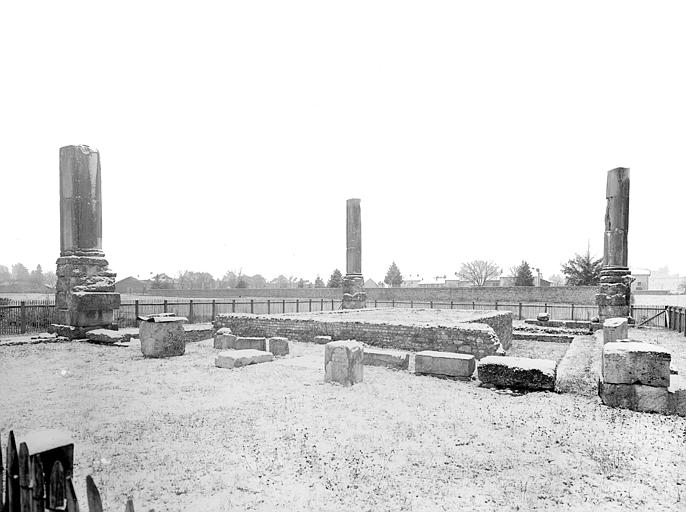
Vue d'ensemble du sud en 1915.
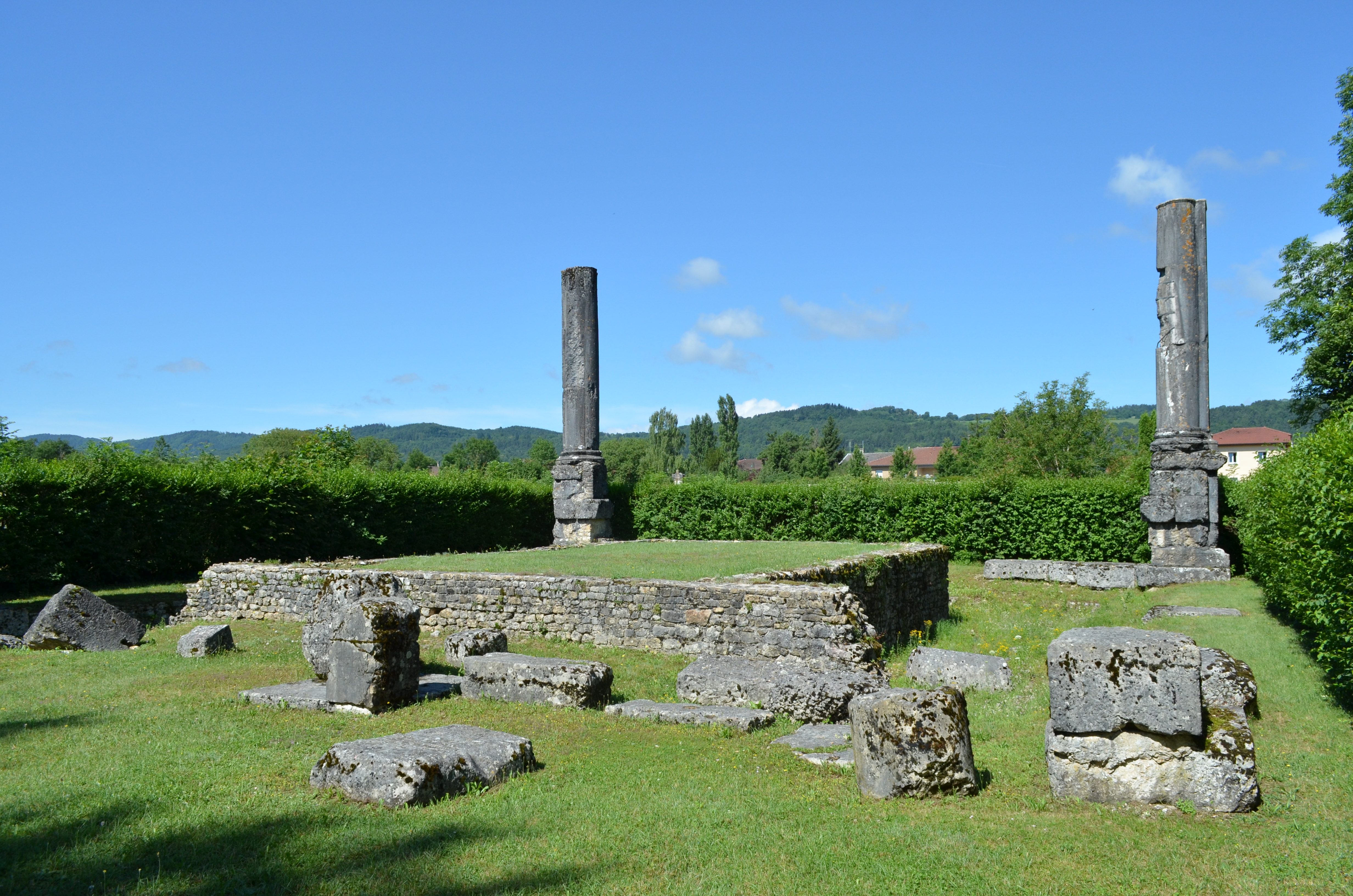
Vue d'ensemble du sud, après déplacement des blocs.
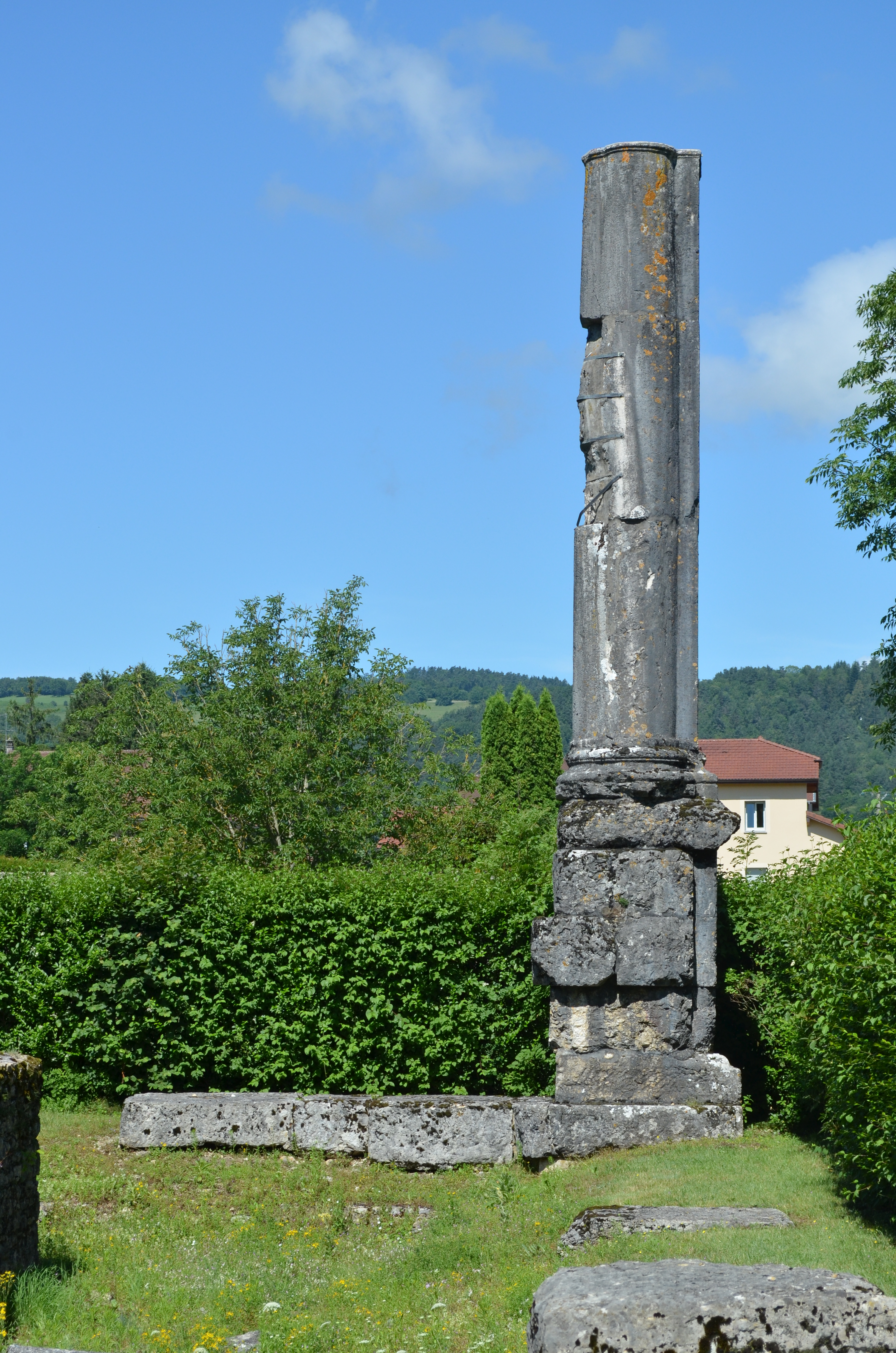
Pilier d'angle nord-est.
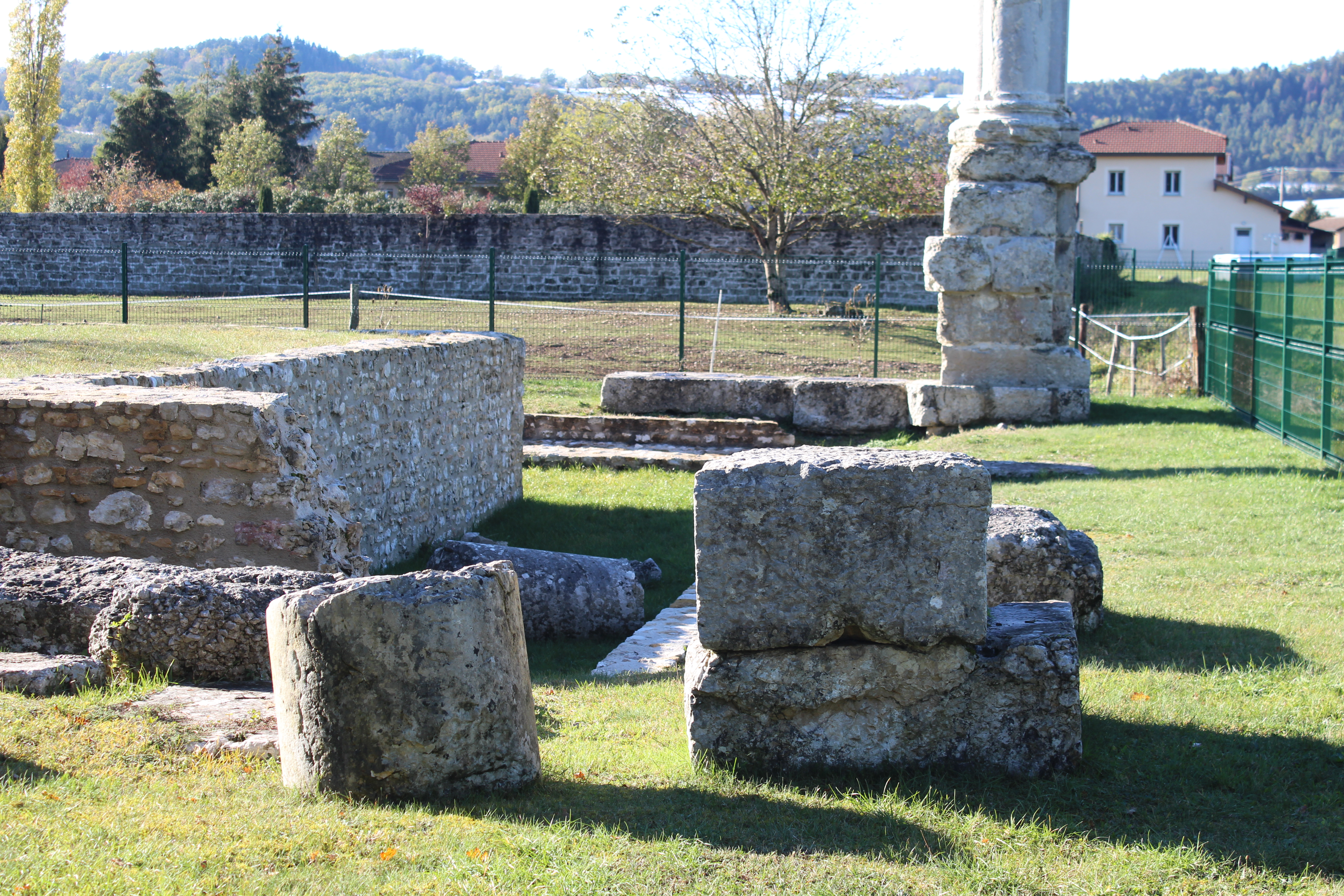
Blocs de maçonnerie et tambour de colonne.
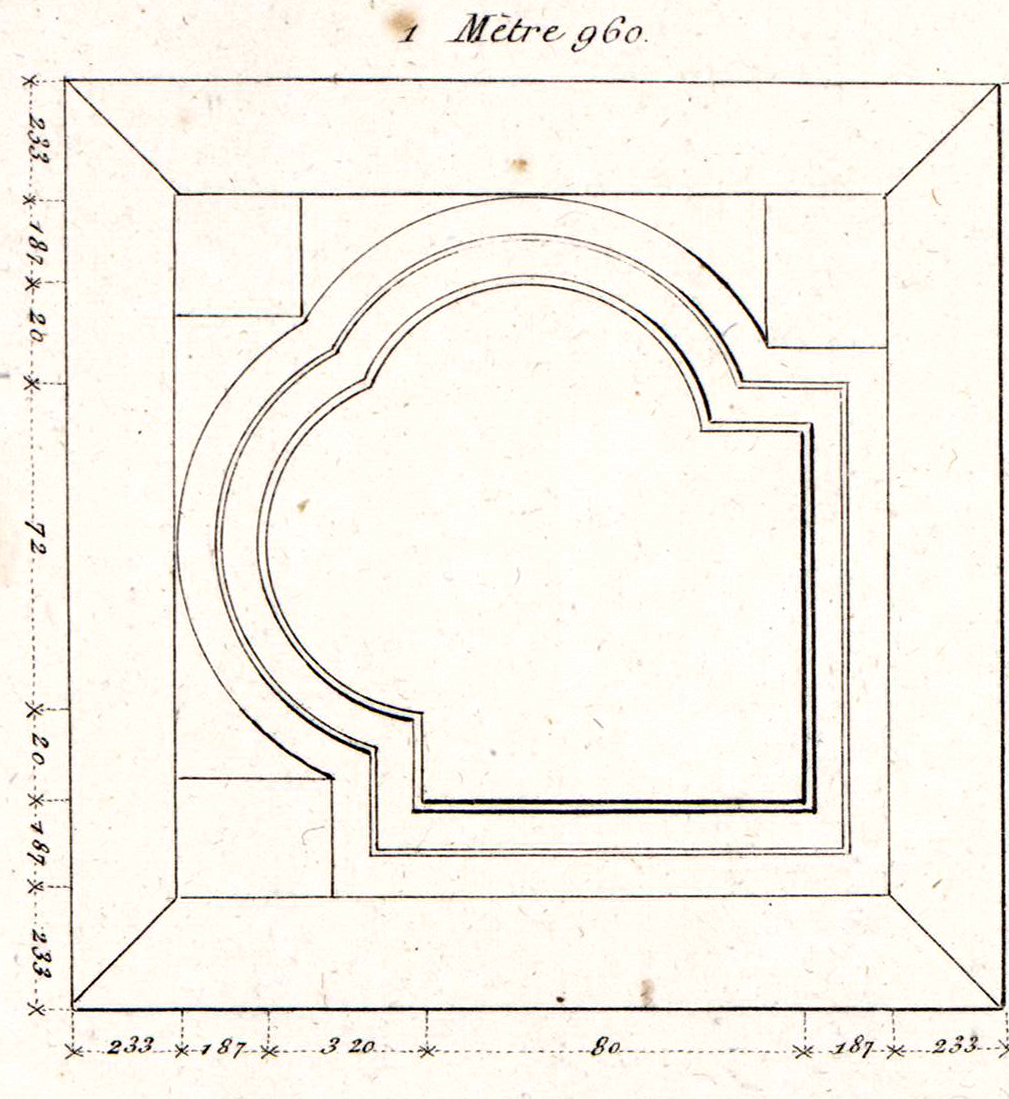
Plan d'un pilier d'angle.

### Décor

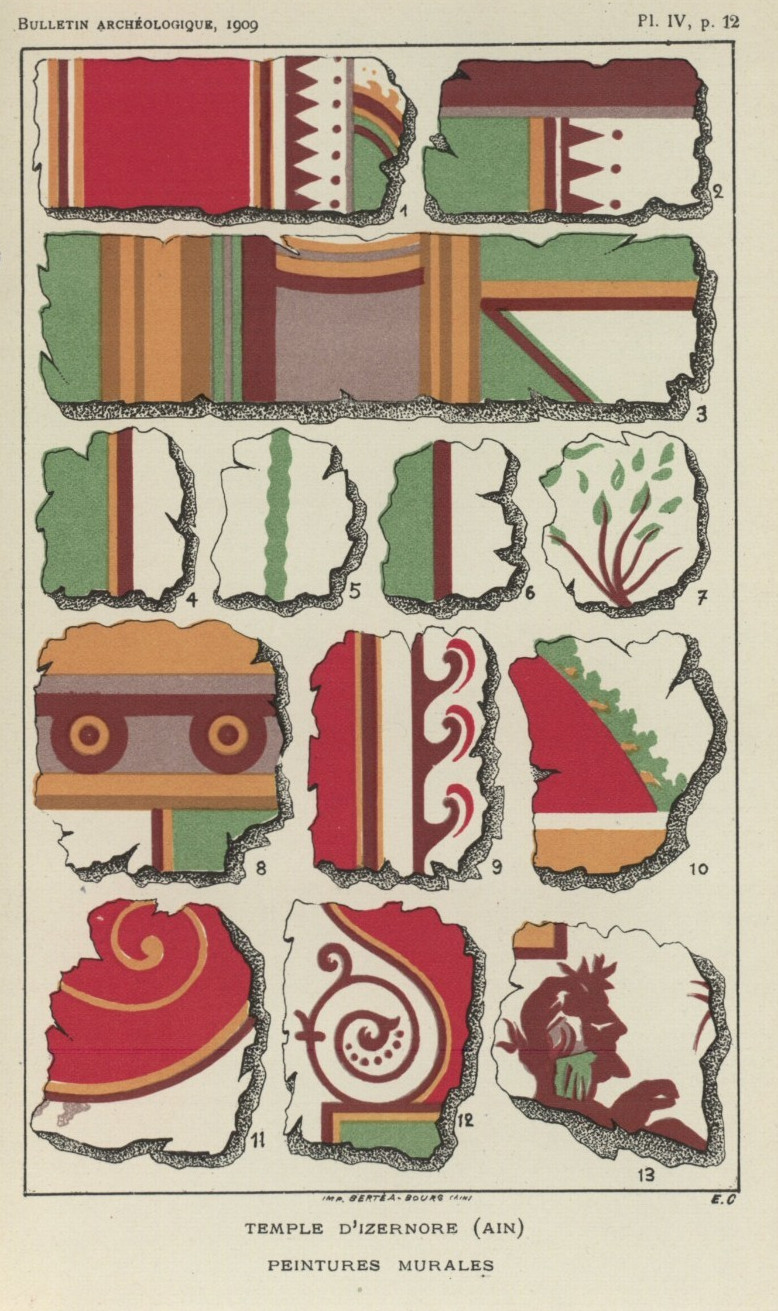
Décor mural peint (1909).

L'édifice est vraisemblablement décoré de fresques peintes. Les mentions de ces éléments de décor sont cependant anciennes, remontant parfois au XVIIIe siècle ; bien que leur description soit assez détaillée et que certains d'entre eux soient conservés, peu d'informations sont disponibles quant au contexte archéologique dans lequel ils sont découverts. Il n'est donc pas possible de connaître leur emplacement dans le monument, à quelques exceptions près (fragment d'architrave, d'entablement), et donc de proposer une restitution globale de son décor. Émile Chanel dessine une planche de ces motifs, publiée en 1909 dans le Bulletin du Comité des travaux historiques et scientifiques ; si certains dessins, comparés aux originaux conservés, reproduisent fidèlement les motifs, d'autres sont simplifiés ou, au contraire, surinterprétés.
Les éléments retrouvés permettent de recomposer un panneau blanc encadré d'une large bande rouge vermillon, couleur la plus répandue dans la décoration des temples ; à Izernore, le pigment utilisé est du cinabre, produit en Espagne à grands frais. Cette bande est bordée de part et d'autre de motifs géométriques, mais d'anciennes publications mentionnent aussi des décors végétaux et animaux (réels comme le bœuf ou le taureau, fantastiques comme le sphinx),. Certains de ces décors, qui ne connaissent pas d'équivalent en Gaule, pourraient s'inspirer de styles décoratifs rencontrés par ailleurs dans la péninsule italienne.

### Divinité vénérée
La question de l’identité de la divinité vénérée dans le temple reste posée car aucune certitude n'existe à ce sujet.
La tradition attribue ce temple à la divinité romaine Mercure, sur la base d'une inscription votive portant son nom découverte en 1650, en position de remploi dans le mur d'un presbytère voisin. Des historiens comme François Ignace Dunod de Charnage au XVIIIe siècle ou Max Gschaid en 1994 estiment que le bloc portant cette inscription pouvait à l'origine faire partie du temple et, à ce titre, il est intégré au monument lors de la restauration de 1910 pour en être retiré par la suite et déposé au musée. Un fragment de pétase (l'un des attributs de Mercure), mais qui pourrait provenir d'un autre monument que le temple, est retrouvé dans les environs.
| Image externe |                                                  |
|               | Doigt en bronze sur le site du musée d'Izernore. |

La découverte en 1825, au pied d'un des piliers du temple, d'un doigt en bronze long de 8 cm identifié comme celui d'une femme, est la source de débats quant à l'éventuelle identité de la divinité vénérée ; le nom de la déesse Roma est alors évoqué. Il peut en effet appartenir à une statue haute de 2,60 m, mais l'hypothèse d'un élément de suspension de char, en forme de doigt, est également émise.
En raison de la toponymie des lieux voisins, mentionnant un « Champ de Mars », — il s'agit en réalité du « Champ de Mare », allusion à la dépression naturelle du sol remplie d'eau — et sur la base d'une inscription lapidaire provenant de la commune limitrophe de Matafelon-Granges,, le temple d'Izernore est également attribué au dieu de la guerre. Jules Baux, dès 1866, reconnaît n'avoir aucune certitude quant au lien entre cette inscription et le temple d'Izernore et Max Gschaid, en 1994, confirme le caractère très douteux de l'attribution du temple d'Izernore à Mars et des motifs qui y conduisent.
Sur le site du temple, une statuette haute de 6 cm, retrouvée en 1863 et représentant un personnage assis dont ne subsistent que le tronc et la tête, est interprétée comme figurant le dieu Sucellos.

## Mise en valeur
Le temple est le seul vestige du passé gallo-romain d'Izernore, et c'est le seul monument de cette époque visible en élévation dans le département de l'Ain.

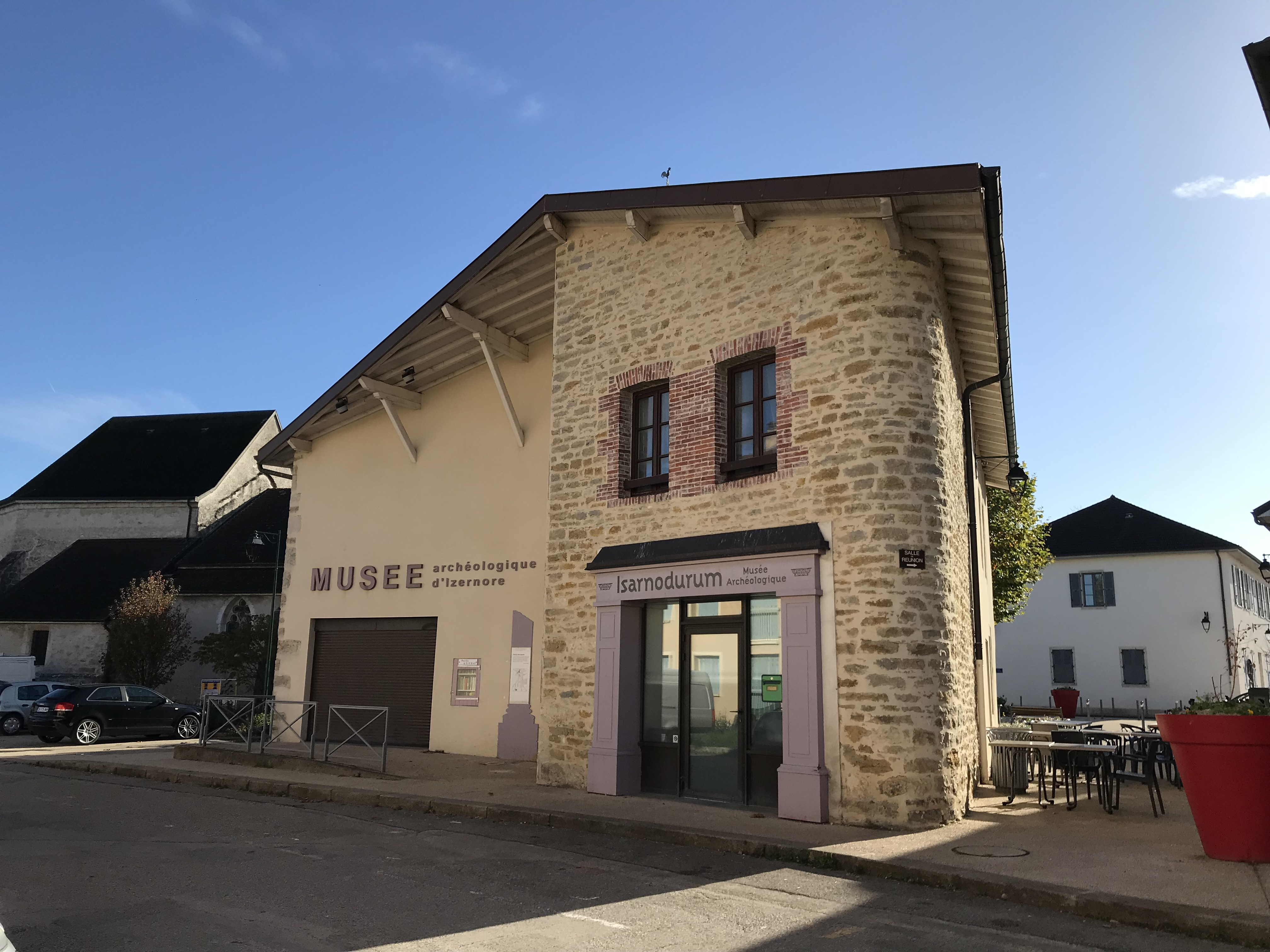
Musée archéologique d'Izernore.

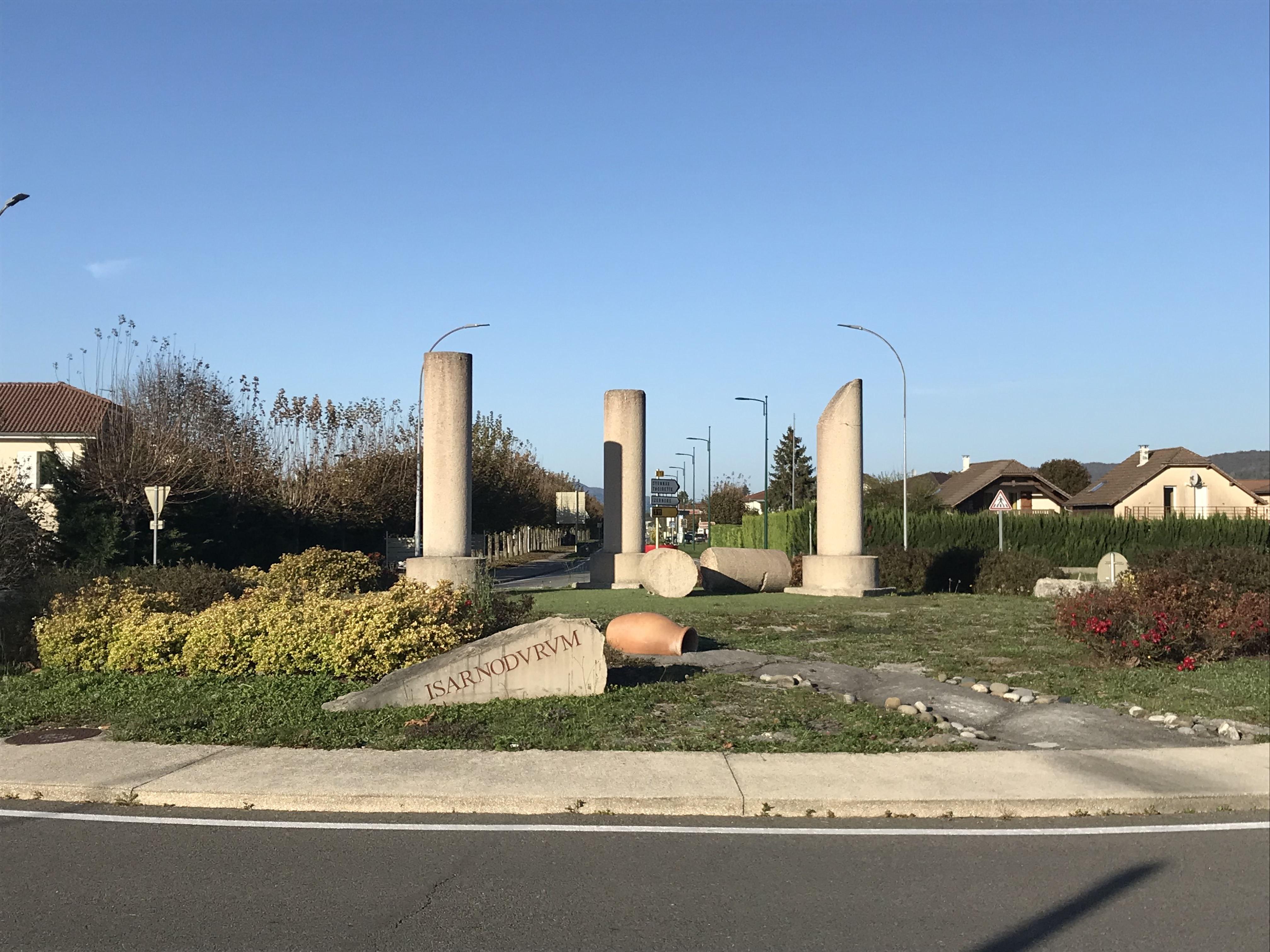
Réplique du temple sur un rond-point.

Dans un premier temps, une partie du mobilier archéologique issu des fouilles (monnaies, fragments de décor, inscriptions lapidaires et fragments de statues) est entreposée dans une salle de la mairie d'Izernore. Pour mettre fin à des vols, notamment de monnaies, le musée archéologique d'Izernore, mieux aménagé, est créé en 1908, et la responsabilité en est confiée à Émile Chanel, qui publie, trois ans plus tard, le catalogue de ce musée. Ce musée, déplacé en 1982, acquiert en 2003 l'appellation « Musée de France ». Dans le même temps, des grilles de protection sont posées autour du temple afin d'éviter tout nouveau pillage des ruines du monument, dont les visites, par groupes, se font sous la conduite d'un guide,.
En 2015, à l'issue de la campagne de fouilles, les vestiges du temple sont nettoyés et consolidés.
Une réplique stylisée du temple est installée sur un rond-point à l'entrée sud d'Izernore.